# Borg (beguda)
Un borg (abreviatura de blackout rage gallon o "galó de ràbia apagada") és una beguda barrejada feta en un gerro de plàstic de galó, que conté aigua, vodka, una barreja de begudes aromatitzades com MiO o Kool-Aid, i de vegades una barreja d'electròlits com Pedialyte. La beguda va guanyar popularitat a les universitats dels Estats Units a principis dels anys 2020, i es va estendre entre els membres de la Generació Z a TikTok a finals de 2022 i principis de 2023. Els bevedors solen etiquetar la seva gerra de borg amb un sobrenom, sovint un joc de paraules amb la paraula "borg".
Els borgs han estat promocionats com un remei per a la ressaca i una estratègia de reducció de danys, que contraresta els efectes de l'alcohol amb aigua i electròlits, però aquestes afirmacions no es basen en evidències científiques. L'alt contingut alcohòlic de la beguda i l'embalatge còmode també facilita la cultura de l'alcohol, amb una recepta típica que demana una cinquena part de vodka, equivalent a unes 16 begudes.
Les autoritats van arribar a culpar el consum de borg en un incident d'hospitalització massiva a la Universitat de Massachusetts Amherst el març de 2023.

## Història
Els borgs es van originar en festes a les universitats estatals dels Estats Units ja el 2018. La popularitat de la beguda va créixer al llarg dels anys següents, en gran part a causa de les tendències de vídeo a TikTok en què els bevedors compartien receptes i sobrenoms per als seus borgs. La pandèmia de la COVID-19 també pot haver contribuït a la popularitat de la beguda, ja que normalment la consumeix una sola persona i no la comparteix, reduint el risc de transmissió de gèrmens.

## Suposats beneficis
Molts defensors han assenyalat els avantatges de la beguda borg en comparació amb les begudes alcohòliques tradicionals, i alguns l'han promocionat com un mètode de reducció de danys. Una afirmació comuna és que l'alt contingut d'aigua de la beguda i la inclusió d'⁣electròlits poden reduir els riscos de consum excessiu d'alcohol, com ara la deshidratació, la intoxicació per alcohol i la ressaca. Els combinats borg solen ser mesclats pel mateix bevedor, cosa que els dona més control sobre el contingut de la seva beguda que les alternatives habituals de festa com els combinats de licors com el "jungle juice". Els defensors de la reducció de danys també han assenyalat que la beguda borg, normalment se sosté en un sol bevedor en una gerra segellada, i això fa que sigui menys propensa a la transmissió de gèrmens i a diverses infeccions que la compartició de begudes amb altra gent.
Altres avantatges proposats a borg inclouen els seus additius de sabor que emmascaren el sabor de l'alcohol, els seus càntirs translúcids que permeten als bevedors veure quant han consumit i el ritme, i els seus envasos segellats que permeten als bevedors eludir les lleis dels contenidors oberts.

## Riscos
Els experts mèdics han rebutjat els beneficis afirmats del borg, en lloc d'haver culpat la beguda de promoure la cultura de l'alcohol. Molts experts han advertit que la cinquena part típica de vodka d'un borg, equivalent a aproximadament 16 colpets, és perillós per a una persona, fins i tot quan es barreja amb altres ingredients o es distribueix durant un dia sencer. Alguns aromatitzants en pols, com ara MiO, també contenen cafeïna, que els experts han observat que pot tenir efectes perillosos quan es barregen amb alcohol. El professor de dret de salut de la Universitat de Boston, David Jernigan, va assenyalar que el borg no "redueix significativament els riscos de beure", inclosa la malaltia hepàtica alcohòlica. Gus Colangelo, metge d'urgències del Tufts Medical Center, va afirmar que els borgs són encara més perillosos que les begudes alcohòliques tradicionals, i els va anomenar un mètode de "beure sense control".
Els riscos dels borgs van cridar l'atenció nacional després del 4 de març de 2023, quan 46 estudiants de la Universitat de Massachusetts Amherst van ser hospitalitzats després de consumir borgs durant una celebració anual del dia de Sant Patrici anomenada Blarney Blowout. Els pacients van ser traslladats a l'hospital en 32 ambulàncies, un rècord en la història de l'esdeveniment anual. Van ser tractats per una varietat de problemes relacionats amb l'alcohol, inclosa la intoxicació alcohòlica, però tots van ser donats d'alta sense lesions que amenaçaven la vida. En un comunicat, els funcionaris de la universitat van dir que aquesta era la seva primera observació d'un ús notable de borgs i van advertir els estudiants sobre els riscos de beure excessivament.